# Giuseppe Verdi műveinek listája
Az alábbi lista Giuseppe Verdi műveit tartalmazza.

## Operák
| Címe                         | Címe                           | Felvonások száma | Szövegkönyvíró               | Alapmű                                                                | Bemutatók                                         | Bemutatók                                         |
| Magyarul                     | Olaszul                        | Felvonások száma | Szövegkönyvíró               | Alapmű                                                                | Ősbemutató                                        | Magyarországi ősbemutató                          |
| Oberto, San Bonifacio grófja | Oberto, Conte di San Bonifacio | 2                | Temistocle Solera            | valószínűleg az Antonio Piazza szövegére készült Rocester adaptációja | 1839. november 17., Milánó, Teatro alla Scala     |                                                   |
| A pünkösdi királyság         | Un giorno di regno             | 2                | Felice Romani                | Alexandre Vincent Pineu-Duval: Le faux Stanislas                      | 1840. szeptember 3., Milánó, Teatro alla Scala    |                                                   |
| Nabucco                      | Nabucco                        | 4                | Temistocle Solera            | Anicet Bourgeois-Francis Cornue: Nabucodonosor                        | 1842. március 9., Milánó, Teatro alla Scala       | 1847. január 2., Nemzeti Színház                  |
| A lombardok                  | I Lombardi alla prima crociata | 4                | Temistocle Solera            | Tommaso Grossi: A lombardok az első kereszteshadjáratban              | 1843. február 1., Milánó, Teatro alla Scala       | 1974. április 7., Erkel Színház                   |
| Ernani                       | Ernani                         | 4                | Francesco Maria Piave        | Victor Hugo: Hernani                                                  | 1844. március 9., Velence, Teatro La Fenice       | 1847. február 3., Nemzeti Színház                 |
| A két Foscari                | I due Foscari                  | 3                | Francesco Maria Piave        | Byron: The two Foscari                                                | 1844. november 3., Róma, Teatro Argentina         | 1850. december 9., Nemzeti Színház                |
| Giovanna d’Arco              | Giovanna d'Arco                | 3                | Temistocle Solera            | Schiller: Az orléans-i szűz                                           | 1845. február 15., Milánó, Teatro alla Scala      | 1979. május 4. Szegedi Nemzeti Színház            |
| Alzira                       | Alzira                         | 2                | Salvadore Cammarano          | Voltaire: Alzire ou les Américains                                    | 1845. augusztus 12., Nápoly, Teatro di San Carlo  |                                                   |
| Attila                       | Attila                         | 3                | Temistocle Solera            | Zacharias Werner: Attila, König der Hunnen                            | 1846. március 17., Velence, Teatro La Fenice      | 1972. július 7., Margitszigeti Szabadtéri Színpad |
| Macbeth                      | Macbeth                        | 4                | Francesco Maria Piave        | Shakespeare: Macbeth                                                  | 1847. március 14., Firenze, Teatro di Pergola     | 1848. február 26., Nemzeti Színház                |
| A haramiák                   | I masnadieri                   | 4                | Andrea Maffei                | Schiller: A haramiák                                                  | 1847. július 22., London, Her Majesty's Theatre   | 1853. május 5., Nemzeti Színház                   |
| Jeruzsálem                   | Jérusalem                      | 4                | Alphonse Royer - Gustav Vaez | A lombardok átdolgozása                                               | 1847. november 22., Párizs, Opéra                 |                                                   |
| A kalóz                      | Il corsaro                     | 3                | Francesco Maria Piave        | Byron: The corsair                                                    | 1848. október 25., Trieszt, Teatro Grande         | 2013. április 25., Budapest, Művészetek Palotája  |
| A legnanói csata             | La battaglia di Legnano        | 4                | Salvadore Cammarano          | Joseph Méry: La bataille de Toulouse                                  | 1849. január 27., Róma, Teatro Argentina          |                                                   |
| Luisa Miller                 | Luisa Miller                   | 3                | Salvadore Cammarano          | Schiller: Ármány és szerelem                                          | 1849. december 8., Nápoly, Teatro di San Carlo    | 1851. május 30., Nemzeti Színház                  |
| Stiffelio                    | Stiffelio                      | 3                | Francesco Maria Piave        | Émile Sylvestre-Eugen Bourgeois: Le pasteur                           | 1850. október 16., Trieszt, Teatro Grande         | 1998. Június, Szeged                              |
| Rigoletto                    | Rigoletto                      | 3                | Francesco Maria Piave        | Victor Hugo: A király mulat                                           | 1851. március 11., Velence, Teatro La Fenice      | 1852. december 18., Nemzeti Színház               |
| A trubadúr                   | Il trovatore                   | 4                | Salvadore Cammarano          | Antonio García Guttiérez: El trovador                                 | 1853. január 19., Róma, Teatro Apollo             | 1854. október 31., Nemzeti Színház                |
| Traviata                     | La traviata                    | 3                | Francesco Maria Piave        | ifj. Alexandre Dumas: A kaméliás hölgy                                | 1853. március 6., Velence, Teatro La Fenice       | 1857. november 10., Nemzeti Színház               |
| A szicíliai vecsernye        | Les vêpres siciliennes         | 5                | Eugéne Scribe                | Eugéne Scribe-Charles Duveyrier: Le Duc d'Albe                        | 1855. június 13., Párizs, Opéra                   | 1856. október 7., Nemzeti Színház                 |
| Simon Boccanegra             | Simon Boccanegra               | 3                | Francesco Maria Piave        | Antonio García Guttiérez: Simon Boccanegra                            | 1857. március 12., Velence, Teatro La Fenice      | 1937. június 11., Operaház                        |
| Aroldo                       | Aroldo                         | 4                | Francesco Maria Piave        | a Stiffelio átdolgozása                                               | 1857. augusztus 18., Rimini, Teatro Nuovo         |                                                   |
| Az álarcosbál                | Un ballo in maschera           | 3                | Antonio Somma                | Eugéne Scribe: Gustave III ou le bal masqué                           | 1859. február 17., Róma, Teatro Apollo            | 1864. január 16., Nemzeti Színház                 |
| A végzet hatalma             | La forza del destino           | 4                | Francesco Maria Piave        | Angel de Saavedra, Rivas hercege: Don Alvaro o La fuerza del sin      | 1862. november 10., Szentpétervár, Bolsoj Theatre | 1875. november 9., Nemzeti Színház                |
| Don Carlos                   | Don Carlo                      | 5                | Joseph Méry-Camille du Locle | Schiller: Don Carlos                                                  | 1867. március 11., Párizs, Opéra                  | 1868. március 14., Nemzeti Színház                |
| Aida                         | Aida                           | 4                | Antonio Ghislanzoni          | Auguste Mariette szövegkönyve                                         | 1871. december 24., Kairó, Operaház               | 1875. április 10., Nemzeti Színház                |
| Otello                       | Otello                         | 4                | Arrigo Boito                 | Shakespeare: Othello                                                  | 1887. február 5., Milánó, Teatro alla Scala       | 1887. december 2., Operaház                       |
| Falstaff                     | Falstaff                       | 3                | Arrigo Boito                 | Shakespeare: A windsori víg nők                                       | 1893. február 9., Milánó, Teatro alla Scala       | 1927. május 12., Operaház                         |

## Egyéb operai kompozíciók
Olyan operai kompozíciók, melyeket Verdi visszavont a színpadra állított darabokból, illetve olyan kompozíciók, melyeket a főcímszerepeket játszó énekesek kérésére beépített a darabba, de ezek nem váltak végső formájának részévé:
- Io la vidi – tenorra és zenekarra, Giuseppe Persiani Il solitario ed Elodia című költeményének részletére (1832–35?)
- Pria che scende sull' indegno – Leonora és Cuniza kettőse az Obertóban, valószínűleg a Rocester maradványa, a premier előtt eltávolítva (1837?)
- D'innocenza i cari cari inganni – Cuniza kavatinája az Obertóban, 1840, Luigia Abbadia számára, Temistocle Solera szövegére
- Ah Riccardo, a mia raggione – Cuniza és Riccardo kettőse az Obertóban Luigia Abbadia és Lorenzo Salvi számára, a szövegkönyvet Solera írta 1840-ben
- Dove corri, o sciagurata? – Leonora és Oberto kettőse az Obertóban Antonietta Rainieri-Marini és Ignazio Marini számára, 1841
- Ma fin che un brando vindice – Oberto cabalettája Ignazio Marini számára, librettóját 1841-ben írta Temistocle Solera
- O, dichius' e il firmamento – Fenena imájának változata a Nabuccóból Almerinda Granchi számára, 1842
- Come poteva un angelo – Oronte áriájának változata A lombardokban Antonio Poggi számára, 1843 nyarára készült el Solera szövegkönyve alapján
- Odi il voto, O grande Iddio – az Ernani címszereplőjének áriája Nicola Ivanof számára, 1844-ben íródott Piave librettója alapján
- Potrei lasciar al margine – Giovanna cavantinája a Szent Johannában Sofia Loewe számára, 1845 tájékán íródott, de zenéje és szövege is elveszett
- Si, lo sento, Iddio mi chiama – Jacopo cabalettája A két Foscariban Giovanni Mario számára, 1846-ban íródott Piave szövege alapján
- Sventurato! Alla mia vita – Foresto románca az Attilában Nicola Ivanoff számára, 1846 késő nyarán íródott
- Oh dolore! ed io vivea – Foresto románca az Attilában Napoleone Moriani, 1846 őszén íródott Piave szövegkönyve alapján
- O toi que j'ai chérie – Henri románca A szicíliai vecsernyében Villaret számára, 1863, szövegkönyve ismeretlen
- Aida-nyitány – Verdi 1872-ben komponálta, majd visszavonta
- Prends pitié de sa jeunesse – Maddalena dallama a Rigolettóban, az Il poveretto románc adaptációja, 1847

## Kórusművek és egyházi darabok
- Tantum ergo – 1836, Luigi Machiavelli számára
- Suona la tromba – 1849, himnusz Goffredo Mameli szövegére. Magyarországi ősbemutatója 1953 februárjában volt a Magyar Rádióban Szól a trombita címmel, a Rádiózenekar és Melis György előadásában.
- Inno delle nazioni (Nemzetek himnusza) – 1862, a londoni világkiállításra, Arrigo Boito szövegére
- Libera me – 1869, a Rossini emlékére tervezett többszerzős gyászmiséhez (a Messa da Requiem utolsó tétele lett)
- Messa da Requiem – 1874, Alessandro Manzoni halálának évfordulójára
- Ave Maria – 1880, jótékonysági koncertre
- Pater noster – 1880, jótékonysági koncertre
- Pieta, Signor! – 1894, a calabriai földrengés áldozatainak megsegítésére rendezett koncertre
- Quattro Pezzi Sacri (Négy egyházi darab)
  - Ave Maria sulla scala enigmatica – 1889
  - Stabat Mater – 1897
  - Laudi alla Vergine – 1888
  - Te Deum – 1896

## Vokális kamarazene
- Sei romanze (Hat románc) – 1838
  - Non t'accostare all'urna – Jacopo Vittorelli költeményére
  - More, Elisa, lo stanco poeta – Tommaso Bianchi költeményére
  - In solitaria stanza – Jacopo Vittorelli költeményére
  - Nell'orror di notte oscura – Carlo Angiolini költeményére
  - Perduta ho la pace – Goethe költeményére
  - Deh, pietoso, oh, Addolorata – Goethe költeményére
- Guarda che bianca luna – 1839, notturno szoprán–, tenor– és basszusszólóra, fuvolára és zongorára, Jacopo Vittorelli költeményére
- L'esule – 1839, Temistocle Solera költeményére
- La seduzione – 1839, Luigi Balestra költeményére
- Chi i bei di m'adduce ancora – 1842, Goethe költeményére
- Sei romanze (Hat románc) – 1845
  - Il tramonto – Andrea Maffei költeményére
  - La zingara – Manfredo Maggioni költeményére
  - Ad una stella – Andrea Maffei költeményére
  - Lo spazzacamino – Manfredo Maggioni költeményére
  - Il mistero – Felice Romani költeményére
  - Brindisi – Andrea Maffei költeményére
- Il poveretto – 1847, Manfredo Maggioni költeményére
- L'abbandonée – 1849, Marie és Léon Escudier
- Fiorellin che sorgi appena, barcarola – 1850, Francesco Maria Piave költeményére
- La preghiera del poeta – 1858, Nicola Sole költeményére
- Il brigidino – 1863, Francesco dall'Ongaro költeményére
- Stornello – 1869, ismeretlen költő

## Hangszeres művek
- Romanza senza parole – 1865
- E-moll vonósnégyes – 1873